# Legislazione sulla pedopornografia

Legislazione riguardante la pornografia infantile nei paesi del mondo.
Il possesso di materiale pedopornografico è legale
Il possesso di materiale pedopornografico è illegale
Il possesso di qualsiasi tipo di materiale pornografico è illegale
Dati non disponibili

     Il possesso di materiale pedopornografico è legale
     Il possesso di materiale pedopornografico è illegale
     Il possesso di qualsiasi tipo di materiale pornografico è illegale
     Dati non disponibili

## Trattati internazionali
Obblighi internazionali per far approvare leggi specifiche contro la pedopornografia, con pene adeguate che tengano conto della gravità del fatto, così come il consentire l'estradizione ed assistenza reciproca in materia d'indagini ed il sequestro dei beni sono stari richiesti dal Protocollo opzionale sulla vendita di bambini, la prostituzione dei bambini e la pornografia infantile.

### Leggi nazionali

#### Europa
- Albania

Sia la produzione che la distribuzione di pedopornografia in Albania è illegale e punibile con una multa e la reclusione da 1 a 5 anni; non è noto se sia considerato reato anche il semplice possesso di tal materiale.
- Andorra

Tutta la pornografia infantile è illegale in Andorra e punibile fino a 4 anni di carcere.
- Austria
- Belgio
- Bielorussia

La legislazione bielorussa non proibisce il semplice possesso privato di pedopornografia, mentre la produzione e distribuzione di materiale pornografico raffigurante minorenni è illegale e punibile fino a 13 anni di prigione.
- Bosnia ed Erzegovina
- Bulgaria
- Rep. Ceca

Possesso, produzione e distribuzione di pornografia infantile nella Repubblica Ceca è un crimine punibile fino a 8 anni di carcere; il semplice possesso di tal materiale è stato vietato a partire dal 2007 ed è punibile fino a 2 anni di prigione.
- Città del Vaticano
- Croazia

Il possesso, la produzione e distribuzione di pornografia infantile è illegale in Croazia e punibile con fino a 5 anni di carcere. Inoltre, esporre i bambini alla pornografia può comportare multe o una pena fino a un anno di carcere.
- Danimarca

Il possesso, la distribuzione e produzione di pornografia infantile è illegale secondo il diritto danese. In particolare, §230, §235, e §235a nel codice penale danese sono espressamente rivolti ai bambini e alla pornografia, anche se il linguaggio è datato e vaga.
- Finlandia

La pornografia infantile fittizia su cartone animato è legale per la legge finlandese, compreso il suo possesso, distribuzione e vendita.
- Francia

La legge in Francia vieta la pornografia infantile; la pena massima per il suo utilizzo e la distribuzione è di cinque anni di reclusione e una multa di € 75000 € (97,500 $).
- Germania

Produzione, distribuzione, possesso e detenzione per la vendita di materiale pedopornografico in Germania è illegale e punibile fino a 14 anni di carcere. Il tentativo di ottenere l'accesso alla pornografia infantile è punibile con fino a 5 anni di prigione.
- Gibilterra
- Grecia

La legge in Grecia vieta il possesso e la circolazione di materiale pedopornografico, trattandolo come un crimine ed è punibile da 5 a 10 anni di carcere.
- Irlanda
- Islanda

Il possesso di pedopornografia in Islanda è illegale e punibile fino a due anni di prigione.
- Italia

Realizzazione punita con la reclusione da sei a dodici anni e con la multa da euro 25.822 a euro 258.228
Diffusione punita con la reclusione fino a tre anni e con la multa da euro 1.549 a euro 5.164
Detenzione punita con la reclusione fino a tre anni e con la multa non inferiore a euro 1.549
La legge include anche la pornografia infantile simulata, tramite modifiche di immagini reali contententi minori, o parti di essi, tramite tecniche di elaborazione grafica ... in quale situazioni che non sono reali sembrano reali.
- Macedonia del Nord
- Malta
- Monaco

Possesso e produzione di pedopornogrfia nel Principato di Monaco sono illegali. Dal 2009 il governo utilizza il blocco all'accesso di quei siti web contenenti materiale pedopornografico.
- Montenegro
- Norvegia
- Paesi Bassi

Produzione, possesso e distribuzione di pornografia infantile e l'accesso a siti pedopornografici su Internet nei Paesi Bassi è illegale e punibile fino a 4 anni di carcere.
- Polonia
- Portogallo

Il codice penale portoghese criminalizza la pedopornografia. L'età del consenso sessuale è in linea di principio posta a 16 anni; ma la partecipazione di minorenni a scene pornografiche è soggetta a norme più severe e pertanto fissata all'età di 18 anni.
- Regno Unito

Nel Luglio del 2004, British Telecom lanciò il programma il Child Abuse Detection System (CAIC, ex Cleanfeed), un sistema automatico lato server, che operava confrontando le richieste di connessioni degli utenti con la lista nera di siti Internet a carattere pedopornografico aggiornata dalla Internet Watch Foundation, un'organizzazione senza scopo di lucro con sede a Cambridgeshire. Se il sito apparteneva alla lista, la connessione veniva rifiutata restituendo un messaggio di errore.
Al 2009, il sistema di filtraggio dei contenuti copriva il 98.6% delle connessioni Internet del Regno Unito.
Cleanfeed nacque per bloccare esclusivamente siti esteri, e secondo questa modalità è stato introdotto in Canada dal Novembre 2006, dove copre circa l'80% delle connessioni. La blacklist è aggiornata da Cybertip.ca.
- Romania

La vendita, la diffusione, la locazione, la distribuzione e la produzione di pedopornografia, definito come qualsiasi materiale pornografico minorile, è punito da 1 a 5 anni di carcere. Se questi atti sono fatti con l'uso delle tecnologie dell'informazione, la punizione è 2 a 7 anni. Gli accessi illegali di pornografia infantile attraverso la tecnologia dell'informazione è punito da 3 mesi a 3 anni di carcere o con una multa penale.
- Russia

Produzione e fatturato commerciale di materiali pedopornografici, come pure il coinvolgimento d'individui minorenni nella realizzazione di tali materiali è punibile con la privazione della libertà personale per un periodo da due fino a 15 anni. Articoli riguardanti la pornografia infantile sono apparsi nel 2004 all'interno del codice penale russo (Art.242-bis). Tuttavia, il semplice possesso di materiale pedopornografico non è proibito.
- Serbia
- Slovacchia  La produzione, la distribuzione, o il possesso di materiale pedopornografico sono vietati in Slovacchia; le sanzioni per chi infrange la legge vanno da due a 20 anni di carcere[26].
- Spagna
- Svezia
- Svizzera
- Ucraina

La legge in Ucraina non vieta semplice possesso di materiale pedopornografico, ma i tribunali hanno la facoltà di limitare l'accesso a siti web che distribuiscono pornografia infantile e di imporre sanzioni pecuniarie e pene detentive per i responsabili dei suddetti siti web.
- Ungheria

La legge ungherese proibisce la pornografia infantile di qualsiasi tipo ed è punibile con fino a otto anni di carcere.

#### Asia
- Arabia Saudita Lo stato islamico dell'Arabia Saudita vieta ogni forma di pornografia.
- Armenia

La pedopornografia in Armenia è illegale e punibile fino a 7 anni di carcere.
- Bangladesh

Possesso, produzione, distribuzione e vendita al pubblico dI pornografia infantile in Bangladesh risulta essere illegale ed è punita con multe e fino a 10 anni di reclusione. La tratta di bambini per "scopi illegali e immorali" è un reato capitale nel paese e gli autori possono avere sia l'ergastolo che la pena di morte.
- Corea del Nord

Produzione e distribuzione di qualsiasi tipo di pornografia in Corea del Nord sono illegali; si ha notizia di un'esecuzione comminata per vendita di materiale pornografico. 
- Corea del Sud

La legge sudcoreana non vieta il semplice possesso di pornografia infantile, tuttavia il possesso di pedopornografia risulta illegale se a scopo di vendita, noleggio o distribuzione a scopo di lucro: questo, assieme alla sua produzione comporta una pena che può arrivare fino a 7 anni di carcere e a una multa fino a 20 milioni di won.
- Filippine
- Giappone

Il semplice possesso di pornografia infantile, senza alcun intento di vendita o distribuzione, in Giappone è perfettamente legale. Tuttavia produzione, vendita e distribuzione di pedopornografia è illegale ai sensi dell'Art.7 della legge sulla repressione delle attività relative a prostituzione e pornografia infantile; anche il possesso di tali materiali con un qualsiasi intento di distribuzione o vendita rimane un reato. L'arte pornografica raffigurante bambini (lolicon e shotacon) o la fotografia di modelli minorenni (Junior idol) rimane controversa.
- India

La creazione e trasmissione di pedopornografia in India è illegale a partire dal 2009; tale legge consente anche alle forze di polizia di agire contro coloro che cercano materiale pedopornografico, e procurarsela via Internet può portare ad una condanna di un milione di rupie e 5 anni di carcere.
- Iran

Tutti i tipi di pornografia in Iran costituiscono reato.
- Kazakistan
- Malaysia
- Pakistan Tutta la pornografia è illegale in Pakistan.
- Siria
- Sri Lanka
- Taiwan

Produzione, trasmissione, distribuzione ed esposizione di materiale pedopornografico a Taiwan è un crimine; il semplice possesso di tali materiali senza un fondato motivo può portare ad una sanzione pecuniaria.
- Thailandia

Produzione, distribuzione, importazione ed esportazione di pornografia infantile in Thailandia costituisce un reato punibile fino ad un massimo di 3 anni di carcere; il semplice possesso di pedopornografia invece non è vietato.
- Turchia
- Vietnam

#### Africa
- Benin

In Benin non viene espressamente vietata la pornografia infantile.
- Botswana

Il possesso di pedopornografia in Botswana è illegale e punibile da 5 a 15 anni di carcere.
- Burkina Faso

Il possesso di pedopornografia in Burkina Faso risulta essere illegale.
- Burundi

Il possesso di pedopornografia in Burundi è illegale e punibile con multe e la prigione da 3 a 5 anni.
- Camerun

Mentre non vi è alcuna età minima del consenso sessuale in Camerun, la legge vieta l'uso dei bambini per la produzione di materiale pornografico; la distribuzione di qualsiasi documento che "potrebbe ledere la dignità" di un bambino è punibile da 5 a 10 anni di reclusione e multe da 5 a 10 milioni di franchi. Non è noto che anche il solo possesso di pedopornografia sia da considerarsi illegale.
- Rep. Centrafricana

Il diritto penale nella Repubblica Centrafricana non vieta espressamente la pornografia infantile.
- Comore

Il possesso e la produzione di pornografia infantile nelle Isole Comore è illegale.
- Rep. del Congo

La pornografia infantile nella Repubblica del Congo è punibile fino a un anno di carcere e con una multa.
- Costa d'Avorio

Utilizzare bambini per realizzar immagini o filmati pornografici in Costa d'Avorio costituisce un reato ed è punito da un mese a due anni di reclusione più un'ammenda pecuniaria.
- Eritrea

La pornografa infantile in Eritrea è illegale.
- Gibuti

Secondo le leggi che vietano gli "attacchi al buon costume", la vendita, produzione e distribuzione di qualsiasi genere di pornografia è illegale a Gibuti e punibile con un anno di carcere e una multa.
- Gabon

Il possesso di qualsiasi tipo di pornografia in Gabon costituisce un reato punibile con la reclusione da sei mesi ad un anno e/o multe salat..
- Gambia

La pornografia infantile in Gambia è illegale e punibile fino a 5 anni di carcere.
- Ghana

La legislazione ghanese non vieta espressamente la pornografia infantile, può essere però perseguito come reato contro la moralità pubblica e punibile fino a tre anni di prigione.
- Guinea

La pornografia infantile in Guinea è illegale.
- Guinea-Bissau

La legge in Guinea-Bissau non vieta espressamente la pedopornografia.
- Guinea Equatoriale

In Guinea Equatoriale la legge non vieta espressamente la pornografia infantile.
- Lesotho

La pedopornografia è illegale in Lesotho e punibile con la reclusione fino a 2 anni e mezzo o al pagamento di una multa: in caso di produzione di pornografia infantile con bambini vittime di tratta, il colpevole rischia fino all'ergastolo.
- Liberia

La pedopornografia in Liberia risulta essere illegale ed è punibile fino a 5 anni di reclusione.
- Madagascar

Nel 2007 è stata approvata una legge che modifica il codice penale rendendo così la pornografia infantile illegale, anche se vari funzionari hanno affermato che viene spesso interpretata e fatta applicare in modo non uniforme e disarticolato.
- Mali

La pedopornografia in Mali è considerata una forma di oltraggio ai sensi del codice penale e punibile da 5 a 20 anni di carcere.
- Mauritania

Il possesso di pedopornografia in Mauritania è considerato un reato con pene che vanno da 2 mesi a un anno di carcere più il pagamento d'una multa.
- Mauritius

La pornografia infantile nelle Isole Mauritius è illegale.
- Mozambico

La pornografia infantile in Mozambico è illegale, ma sembra raramente essere applicata; in tutto il 2011 non vi sono state segnalazioni di procedimenti penali per pedopornografia.
- Namibia

Sia la produzione che il semplice possesso di pornografia infantile in Namibia è illegale.
- Niger

La pornografia infantile in Niger è illegale e punibile da 3 a 5 anni di carcere.
- Nigeria

La legge sui diritti del bambino rende la pedopornografia illegale in Nigeria, ma non tutte le regioni l'hanno recepita ed attuata.
- Ruanda

La pornografia infantile in Ruanda è illegale e punibile con una multa e da 5 a 10 anni di carcere.
- São Tomé e Príncipe

La legislazione di Sao Tomé e Principe non vieta espressamente la pedopornografia.
- Senegal

Tutta la pornografia in Senegal è illegale.
- Sierra Leone

Anche se il ministero della previdenza sociale ha indicato che i casi di pornografia infantile sono sottoposti al "Child Rights Act del 2007" che vieta il trattamento crudele, inumano e degradante dei bambini, la legislazione nazionale non proibisce espressamente la pedopornografia; nel 2012 non vi è stato alcun caso di accusa o condanna per pedopornografia.
- Somalia

L'Art. 29 della costituzione somala stabilisce che "ogni minore ha diritto di essere protetto da maltrattamenti, negligenza, abuso o degrado".
- Sudafrica

La pedopornografia in Sudafrica è illegale e punibile con multe e fino a 10 anni di carcere.
- Sudan

Tutta la pornografia in Sudan è illegale e costituisce un crimine.
- Sudan del Sud

La legge nel Sud Sudan non vieta la pedopornografia.
- Togo

La pornografia infantile in Togo risulta essere illegale ed è punibile da 5 a 10 anni di carcere.
- Uganda

La legislazione ugandese non vieta espressamente la pornografia infantile.
- Zambia

La pedopornografia in Zambia è illegale con pene che possono giungere fino all'ergastolo.
- Zimbabwe

Mentre la legislazione nazionale non vieta espressamente la pornografia infantile, una persona he risulti in possesso di tali materiali può esser accusata di pubblica indecenza, punibile con una multa di 600 dollari e la reclusione fino a 6 mesi.

#### Nord America
- Belize

La legislazione del Belize non vieta il possesso di pornografia infantile; non è chiaro se la sua distribuzione risulti essere illegale.
- Canada

La legge canadese vieta la produzione, distribuzione e possesso di pornografia infantile con pene che vanno da 10 a 20 anni; navigare in siti pedopornografici via Internet è punibile fino a 5 anni di carcere. I divieti coprono tutte le rappresentazioni visive di attività sessuale da parte di persone (reali o immaginarie) di età inferiore a 18 anni, la rappresentazione inoltre dei loro organi sessuali e della regione anale per uno scopo sessuale,; infine qualsiasi altro materiale scritto o rappresentazione visiva che sostenga reati di pornografia minorile.
L'unica eccezione è data dalle rappresentazioni di indubbi meriti artistici o con un fine educativo, scientifico o medico. La legge contro il semplice possesso di tal materiale era stata annullata nella Columbia Britannica nel 1998 da una sentenza del tribunale provinciale, ma questa decisione è stata annullata nel 2000 dalla corte suprema dello stato: l'alta corte ha concluso inoltre che una "persona" ai sensi della legge può essere sia reale che immaginaria e che quindi il divieto anche su testi scritti di fantasia era potenzialmente accettabile. I casi che in seguito sono stati perseguiti coinvolgono anche certi anime e manga di genere hentai, shotacon e lolicon.
- Giamaica

Detenzione, produzione, importazione o esportazione e distribuzione di materiale pedopornografico in Giamaica è illegale e punibile con una pena massima di 20 anni di carcere oltre ad una multa di mezzo milione di dollari giamaicani.
- Messico
- Stati Uniti

#### Sud America
- Argentina

La legge argentina non proibisce il semplice possesso di materiale pedopornografico per uso privato, mentre l'intento di distribuirlo è punibile con la reclusione da 4 mesi a 2 anni. La produzione e vendita di pornografia infantile è vietata e punita con una condanna da 6 mesi a 4 anni di carcere.
- Brasile
- Ecuador

Possesso, archiviazione, fabbricazione e distribuzione di pornografia infantile o di qualsiasi altro tipo pedofilo sessualmente esplicito secondo la legge ecuadoregna è un reato.
- Guyana

La legge in Guyana non vieta espressamente la pedopornografia, tuttavia non consente né la vendita né la pubblicazione o esposizione di materiale osceno definito come "tutto ciò che potrebbe influenzare e corrompere moralmente".

#### Oceania
- Australia

La pena massima è 10 anni di carcere assieme ad una multa di 120.000 dollari. Una persona del Queensland è stata perseguita con successo dopo atti di stalker pedopornografico via SMS; mentre una maxi operazione avviata nel settembre 2004 ha portato all'arresto di quasi 200 persone.
Nel dicembre 2008 un uomo di Sydney è stato accusato e condannato per possesso materiale pedopornografico per alcune immagini sessualmente esplicite di personaggi-bambini tratti da I Simpson trovate all'interno del suo computer; la Corte suprema ha confermato che i personaggi animati rappresentati potrebbero essere considerate persone reali.
Infine nel marzo 2011 un uomo della Tasmania è stato condannato per possesso di pedopornografia dopo che gli investigatori hanno scoperto una copia elettronica della rivista ottocentesca "The Pearl" (disponibile e pubblicata da HarperCollins) per la presenza in essa di sfruttamento sessuale minorile: la condanna è stata però annullata in appello.
- Nuova Zelanda
- Palau
- Papua Nuova Guinea

## Tabella riassuntiva
| Nazioni, paesi non riconosciuti o territori       | Pornografia infantile reale                                                             | Pornografia infantile fittizia                                                                                              | Possesso                                      | Vendita                                      | Produzione                                   | Distribuzione               | Note |
| ------------------------------------------------- | --------------------------------------------------------------------------------------- | --- | --------------------------------------------- | -------------------------------------------- | -------------------------------------------- | --------------------------- | --- |
| Abcasia                                           | Status incerto                                                                          | Status incerto | Status incerto                                | Status incerto                               | Status incerto                               | Status incerto              | |
| Albania                                           | Illegale                                                                                | Illegale | Status incerto                                | Illegale                                     | Illegale                                     | Illegale                    | |
| Algeria                                           | Illegale                                                                                | Illegale | Illegale                                      | Illegale                                     | Illegale                                     | Illegale                    | È proibita e considerata illegale qualsiasi forma di pornografia. |
| Andorra                                           | Illegale                                                                                | Illegale | Illegale                                      | Illegale                                     | Illegale                                     | Illegale                    | |
| Argentina (con esclusione delle isole Falkland)   | Illegale                                                                                | Status incerto | Legale                                        | Illegale                                     | Illegale                                     | Illegale                    | |
| Armenia                                           | Illegale                                                                                | Illegale | Illegale                                      | Illegale                                     | Illegale                                     | Illegale                    | |
| Australia (inclusi tutti i territori)             | Illegale                                                                                | Illegale | Illegale                                      | Illegale                                     | Illegale                                     | Illegale                    | |
| Azerbaigian                                       | Illegale                                                                                | Illegale | Illegale                                      | Illegale                                     | Illegale                                     | Illegale                    | |
| Bangladesh                                        | Illegale                                                                                | Illegale | Illegale                                      | Illegale                                     | Illegale                                     | Illegale                    | |
| Bielorussia                                       | Illegale                                                                                | Illegale | Legale                                        | Illegale                                     | Illegale                                     | Illegale                    | |
| Belize                                            | Illegale                                                                                | Illegale | Legale                                        | Status incerto                               | Status incerto                               | Status incerto              | |
| Bhutan                                            | Status incerto                                                                          | Status incerto | Status incerto                                | Status incerto                               | Status incerto                               | Status incerto              | |
| Benin                                             | Legale                                                                                  | Legale | Legale                                        | Legale                                       | Legale                                       | Legale                      | |
| Botswana                                          | Illegale                                                                                | Illegale | Illegale                                      | Illegale                                     | Illegale                                     | Illegale                    | L'esecuzione legislativa è assai rigorosa. |
| Brasile                                           | Illegale                                                                                | Legale | Solo parzialmente legale                      | Illegale                                     | Illegale                                     | Illegale                    | |
| Burkina Faso                                      | Illegale                                                                                | Illegale | Status incerto                                | Status incerto                               | Status incerto                               | Illegale                    | |
| Burundi                                           | Illegale                                                                                | Illegale | Illegale                                      | Illegale                                     | Illegale                                     | Illegale                    | |
| Camerun                                           | Illegale                                                                                | Illegale | Status incerto                                | Illegale                                     | Illegale                                     | Illegale                    | |
| Canada                                            | Illegale                                                                                | Illegale | Illegale                                      | Illegale                                     | Illegale                                     | Illegale                    | Il Canada ha tolleranza zero nei confronti della pornografia infantile; qualsiasi materiale viene sottoposto a blocco dalla vista pubblica. |
| Repubblica Centrafricana                          | Legale                                                                                  | Legale | Legale                                        | Legale                                       | Legale                                       | Legale                      | |
| Cina                                              | Illegale                                                                                | Illegale | Illegale                                      | Illegale                                     | Illegale                                     | Illegale                    | Tutte le forme di pornografia sono rigorosamente vietate sulla terraferma. |
| Repubblica del Congo                              | Illegale                                                                                | Illegale | Illegale                                      | Illegale                                     | Illegale                                     | Illegale                    | |
| Costa d'Avorio                                    | Illegale                                                                                | Illegale | Illegale                                      | Illegale                                     | Illegale                                     | Illegale                    | |
| Comore                                            | Illegale                                                                                | Illegale | Illegale                                      | Legale                                       | Illegale                                     | Legale                      | |
| Croazia                                           | Illegale                                                                                | Illegale | Illegale                                      | Illegale                                     | Illegale                                     | Illegale                    | |
| Repubblica Ceca                                   | Illegale                                                                                | Illegale | Illegale                                      | Illegale                                     | Illegale                                     | Illegale                    | Un progetto di legge è stata approvata nel 2007, che vieta il possesso di qualsiasi materiale pedopornografico. |
| Danimarca (inclusi tutti i territori)             | Illegale                                                                                | Illegale | Illegale                                      | Illegale                                     | Illegale                                     | Illegale                    | |
| Gibuti                                            | Illegale                                                                                | Illegale | Illegale                                      | Illegale                                     | Illegale                                     | Illegale                    | Tutte le forme di pornografia risultano essere proibite. |
| Ecuador                                           | Illegale                                                                                | Illegale | Illegale                                      | Illegale                                     | Illegale                                     | Illegale                    | |
| Guinea Equatoriale                                | Legale                                                                                  | Legale | Legale                                        | Legale                                       | Legale                                       | Legale                      | |
| Eritrea                                           | Illegale                                                                                | Illegale | Illegale                                      | Illegale                                     | Illegale                                     | Illegale                    | |
| Finlandia                                         | Illegale                                                                                | Legale | Parzialmente legale                           | Parzialmente legale                          | Parzialmente legale                          | Parzialmente legale         | |
| Francia (inclusi tutti i territori)               | Illegale                                                                                | Illegale | Illegale                                      | Illegale                                     | Illegale                                     | Illegale                    | |
| Gabon                                             | Illegale                                                                                | Illegale | Illegale                                      | Illegale                                     | Illegale                                     | Illegale                    | Tutte le forme di pornografia risultano essere illegali. |
| Gambia                                            | Illegale                                                                                | Illegale | Illegale                                      | Illegale                                     | Illegale                                     | Illegale                    | |
| Georgia                                           | Illegale                                                                                | Illegale | Illegale                                      | Illegale                                     | Illegale                                     | Illegale                    | |
| Germania                                          | Illegale                                                                                | Illegale | Illegale                                      | Illegale                                     | Illegale                                     | Illegale                    | |
| Ghana                                             | Parzialmente legale; non è specificamente proibito, ma si può essere perseguiti         | Parzialmente legale; non è specificamente proibito, ma si può ancora essere perseguiti                                      | Illegale                                      | Illegale                                     | Illegale                                     | Illegale                    | |
| Grecia                                            | Illegale                                                                                | Illegale | Illegale                                      | Illegale                                     | Illegale                                     | Illegale                    | |
| Guinea                                            | Illegale                                                                                | Illegale | Illegale                                      | Illegale                                     | Illegale                                     | Illegale                    | |
| Guinea-Bissau                                     | Legale                                                                                  | Legale | Legale                                        | Legale                                       | Legale                                       | Legale                      | |
| Guyana                                            | Legale                                                                                  | Legale | Legale                                        | Illegale                                     | Illegale                                     | Illegale                    | |
| Hong Kong                                         | Illegale                                                                                | Illegale | Illegale                                      | Illegale                                     | Illegale                                     | Illegale                    | |
| Ungheria                                          | Illegale                                                                                | Illegale | Illegale                                      | Illegale                                     | Illegale                                     | Illegale                    | |
| Islanda                                           | Illegale                                                                                | Illegale | Illegale                                      | Illegale                                     | Illegale                                     | Illegale                    | |
| India                                             | Illegale                                                                                | Illegale | Illegale                                      | Illegale                                     | Illegale                                     | Illegale                    | |
| Iran                                              | Illegale                                                                                | Illegale | Illegale                                      | Illegale                                     | Illegale                                     | Illegale                    | Qualsiasi forma di pornografia è severamente proibita. |
| Israele (esclusi i territori palestinesi)         | Illegale                                                                                | Illegale | Illegale                                      | Illegale                                     | Illegale                                     | Illegale                    | |
| Italia                                            | Illegale                                                                                | Illegale | Illegale                                      | Illegale                                     | Illegale                                     | Illegale                    | |
| Giamaica                                          | Illegale                                                                                | Illegale | Illegale                                      | Illegale                                     | Illegale                                     | Illegale                    | |
| Giappone                                          | Illegale                                                                                | Legale | Parzialmente legale                           | Parzialmente legale                          | Parzialmente legale                          | Parzialmente legale         | Un progetto di legge è stata approvato il 18 giugno 2014, che ha fatto il possesso di pornografia infantile reale illegale. La protesta pubblica da parte degli artisti ha impedito che ne venisse incluso anche l'immaginario pedopornografico.                                |
| Kazakistan                                        | Illegale                                                                                | Illegale | Legale                                        | Illegale                                     | Illegale                                     | Illegale                    | |
| Kenya                                             | Illegale                                                                                | Illegale | Illegale                                      | Illegale                                     | Illegale                                     | Illegale                    | |
| Kosovo                                            | Illegale                                                                                | Illegale | Illegale                                      | Illegale                                     | Illegale                                     | Illegale                    | |
| Lesotho                                           | Illegale                                                                                | Illegale | Illegale                                      | Illegale                                     | Illegale                                     | Illegale                    | |
| Liberia                                           | Illegale                                                                                | Illegale | Illegale                                      | Illegale                                     | Illegale                                     | Illegale                    | |
| Libia                                             | Illegale                                                                                | Illegale | Illegale                                      | Illegale                                     | Illegale                                     | Illegale                    | Qualsiasi forma di pornografia risulta essere Illegale. |
| Macao                                             | Illegale                                                                                | Illegale | Status incerto                                | Illegale                                     | Illegale                                     | Illegale                    | |
| Madagascar                                        | Illegale                                                                                | Illegale | Illegale                                      | Illegale                                     | Illegale                                     | Illegale                    | |
| Malaysia                                          | Parzialmente legale, ma le leggi riguardanti gli abusi sessuali sui minori si applicano | Parzialmente legale, nessuna legge approvata, ma le leggi riguardanti gli abusi sessuali sui minori vengono fatte applicare | Legale                                        | Legale                                       | Legale                                       | Legale                      | |
| Maldive                                           | Illegale                                                                                | Illegale | Status incerto                                | Illegale                                     | Illegale                                     | Illegale                    | Qualsiasi forma di pornografia viene severamente proibita.. |
| Mali                                              | Illegale                                                                                | Illegale | Illegale                                      | Illegale                                     | Illegale                                     | Illegale                    | Illegale per motivi di indecenza.. |
| Mauritania                                        | Illegale                                                                                | Illegale | Illegale                                      | Status incerto                               | Status incerto                               | Status incerto              | |
| Mauritius                                         | Illegale                                                                                | Illegale | Illegale                                      | Illegale                                     | Illegale                                     | Illegale                    | |
| Messico                                           | Illegale                                                                                | Status incerto | Illegale                                      | Illegale                                     | Illegale                                     | Illegale                    | L'applicazione è molto restrittiva.. |
| Principato di Monaco                              | Illegale                                                                                | Illegale | Illegale                                      | Illegale                                     | Illegale                                     | Illegale                    | |
| Marocco                                           | Illegale                                                                                | Illegale | Illegale                                      | Illegale                                     | Illegale                                     | Illegale                    | Tutte le forme di pornografia vengono proibite. |
| Mozambico                                         | Parzialmente legale-illegale, ma inapplicata                                            | Parzialmente legale-illegale, ma inapplicata                                                                                | Parzialmente legale-illegale, ma inapplicata  | Parzialmente legale-illegale, ma inapplicata | Parzialmente legale-illegale, ma inapplicata | Illegal, but often unforced | |
| Nagorno Karabakh                                  | Status incerto                                                                          | Illegale | Status incerto                                | Status incerto                               | Status incerto                               | Status incerto              | |
| Namibia                                           | Illegale                                                                                | Illegale | Illegale                                      | Illegale                                     | Illegale                                     | Legale                      | |
| Paesi Bassi (inclusi tutti i territori)           | Illegale                                                                                | Illegale | Illegale                                      | Illegale                                     | Illegale                                     | Illegale                    | |
| Nuova Zelanda (inclusi tutti i territori)         | Illegale                                                                                | Illegale | Illegale                                      | Illegale                                     | Illegale                                     | Illegale                    | |
| Niger                                             | Illegale                                                                                | Illegale | Illegale                                      | Illegale                                     | Illegale                                     | Illegale                    | |
| Cipro del Nord                                    | Illegale                                                                                | Illegale | Illegale                                      | Illegale                                     | Illegale                                     | Illegale                    | |
| Norvegia (inclusi tutti i territori)              | Illegale                                                                                | Illegale | Illegale                                      | Illegale                                     | Illegale                                     | Illegale                    | |
| Oman                                              | Illegale                                                                                | Illegale | Illegale                                      | Illegale                                     | Illegale                                     | Illegale                    | Tutte le forme di pornografia sono proibite. |
| Pakistan                                          | Illegale                                                                                | Illegale | Illegale                                      | Illegale                                     | Illegale                                     | Illegale                    | |
| Palau                                             | Legale                                                                                  | Legale | Legale                                        | Legale                                       | Legale                                       | Legale                      | |
| Palestina                                         | Illegale                                                                                | Illegale | Illegale                                      | Illegale                                     | Illegale                                     | Illegale                    | |
| Papua Nuova Guinea                                | Illegale                                                                                | Illegale | Illegale                                      | Illegale                                     | Illegale                                     | Illegale                    | Qualsiasi tipo di pornografia è proibita. |
| Filippine                                         | Illegale                                                                                | Illegale | Illegale                                      | Illegale                                     | Illegale                                     | Illegale                    | |
| Portogallo                                        | Illegale                                                                                | Illegale | Illegale                                      | Illegale                                     | Illegale                                     | Illegale                    | |
| Romania                                           | Illegale                                                                                | Illegale | Illegale                                      | Illegale                                     | Illegale                                     | Illegale                    | |
| Russia                                            | Illegale                                                                                | Illegale | Legale                                        | Illegale                                     | Illegale                                     | Illegale                    | |
| Ruanda                                            | Illegale                                                                                | Illegale | Illegale                                      | Illegale                                     | Illegale                                     | Illegale                    | |
| São Tomé e Príncipe                               | Legale                                                                                  | Legale | Legale                                        | Legale                                       | Legale                                       | Legale                      | |
| Arabia Saudita                                    | Illegale                                                                                | Illegale | Illegale                                      | Illegale                                     | Illegale                                     | Illegale                    | Qualsiasi forma di pornografia viene proibita. |
| Senegal                                           | Illegale                                                                                | Illegale | Illegale                                      | Illegale                                     | Illegale                                     | Illegale                    | Qualsiasi tipo di pornografia risulta essere vietata. |
| Sierra Leone                                      | Legale                                                                                  | Legale | Legale                                        | Legale                                       | Legale                                       | Legale                      | |
| Slovacchia                                        | Illegale                                                                                | Illegale | Illegale                                      | Illegale                                     | Illegale                                     | Illegale                    | |
| Somalia                                           | Illegale                                                                                | Illegale | Illegale                                      | Illegale                                     | Illegale                                     | Illegale                    | |
| Sudafrica                                         | Illegale                                                                                | Illegale | Illegale                                      | Illegale                                     | Illegale                                     | Illegale                    | |
| Corea del Sud                                     | Illegale                                                                                | Illegale | Legal; unless it's for the purpose of profit. | Illegale                                     | Illegale                                     | Illegale                    | |
| Sud Ossezia                                       | Status incerto                                                                          | Status incerto | Status incerto                                | Status incerto                               | Status incerto                               | Status incerto              | |
| Sudan del Sud                                     | Legale                                                                                  | Legale | Legale                                        | Legale                                       | Legale                                       | Legale                      | |
| Spagna                                            | Illegale                                                                                | Illegale | Illegale                                      | Illegale                                     | Illegale                                     | Illegale                    | |
| Sri Lanka                                         | Illegale                                                                                | Illegale | Illegale                                      | Illegale                                     | Illegale                                     | Illegale                    | |
| Svezia                                            | Illegale                                                                                | Illegale | Illegale                                      | Illegale                                     | Illegale                                     | Illegale                    | |
| Sudan                                             | Illegale                                                                                | Illegale | Illegale                                      | Illegale                                     | Illegale                                     | Illegale                    | Qualsiasi forma di pornografia viene proibita. |
| Siria                                             | Illegale                                                                                | Illegale | Status incerto                                | Illegale                                     | Illegale                                     | Illegale                    | |
| Taiwan                                            | Illegale                                                                                | Illegale | Illegale                                      | Illegale                                     | Illegale                                     | Illegale                    | |
| Thailandia                                        | Illegale                                                                                | Illegale | Legale                                        | Illegale                                     | Illegale                                     | Illegale                    | |
| Togo                                              | Illegale                                                                                | Illegale | Illegale                                      | Illegale                                     | Illegale                                     | Illegale                    | |
| Transnistria                                      | Illegale                                                                                | Illegale | Illegale                                      | Illegale                                     | Illegale                                     | Illegale                    | |
| Turchia                                           | Illegale                                                                                | Illegale | Illegale                                      | Illegale                                     | Illegale                                     | Illegale                    | |
| Uganda                                            | Legale                                                                                  | Legale | Legale                                        | Legale                                       | Legale                                       | Legale                      | |
| Ucraina                                           | Illegale                                                                                | Illegale | Legale                                        | Illegale                                     | Illegale                                     | Illegale                    | |
| Regno Unito (inclusi tutti i territori)           | Illegale                                                                                | Illegale | Illegale                                      | Illegale                                     | Illegale                                     | Illegale                    | Le leggi sulla pornografia infantile reale o meno sono molto severe; è sottoposto a censura. |
| Stati Uniti d'America (inclusi tutti i territori) | Illegale                                                                                | Illegale | Parzialmente legale                           | Parzialmente legale                          | Parzialmente legale                          | Parzialmente legale         | Le leggi sulla pornografia infantile sono molto severe con le sanzioni più dure al mondo e spesso censurata, ma la nudità ed erotismo del bambino in opere d'immaginazione sono protetti come libertà di espressione se considerato l'arte, a meno che non si consideri oscena. |
| Vietnam                                           | Illegale                                                                                | Illegale | Illegale                                      | Illegale                                     | Illegale                                     | Illegale                    | Tutte le forme di pornografia vengono vietate |
| Sahara Occidentale                                | Status incerto                                                                          | Status incerto | Status incerto                                | Status incerto                               | Status incerto                               | Status incerto              | |
| Yemen                                             | Illegale                                                                                | Illegale | Illegale                                      | Illegale                                     | Illegale                                     | Illegale                    | Qualsiasi tipo di pornografia è severamente vietato. |
| Zambia                                            | Illegale                                                                                | Illegale | Illegale                                      | Illegale                                     | Illegale                                     | Illegale                    | |
| Zimbabwe                                          | Legale                                                                                  | Legale | Illegale                                      | Illegale                                     | Illegale                                     | Illegale                    | |